# Gustav Hartlaub
Karel Johan Gustav Hartlaub (Bremen, 8 de novembro de 1814 - Bremen, 29 de novembro de 1900) foi um médico e zoólogo alemão.

## Biografia
Hartlaub nasceu em Bremen, e estudou em Bona e Berlim antes de se graduar em medicina em Göttingen. Em 1840, começou a coleccionar e estudar aves exóticas que doou ao Museu de História Natural de Bremen. Descreveu algumas destas espécies pela primeira vez. Em 1852, montou um novo periódico com Jean Cabanis, o Journal für Ornithologie.
O nome de um número de aves foram-lhe dedicadas: Pteronetta hartlaubii (Hartlaub's Duck, em inglês) e Larus hartlaubii (Hartlaub's Gull, em inglês)